# あどりぶラヂオ
『あどりぶラヂオ』は、MBSラジオで2018年4月4日（3日深夜）から2021年10月1日（9月30日深夜）まで放送されていたトーク番組。毎日放送の関係者（新旧のアナウンサー、アナウンサー以外の局員、MBSラジオの番組パーソナリティ経験者）から、基本として1名が日替わりでパーソナリティを務めていた。

## 概要
毎日放送本社（大阪市北区茶屋町）M館ラジオγ（ガンマ）スタジオからの生放送番組で、基本として、毎週火曜日・木曜日・金曜日の2:30 - 4:54および、毎週水曜日の2:00 - 4:54に放送枠を編成。日替わりのパーソナリティが選んだ楽曲を流すことから、「+MUSIC 906!」（毎日放送→MBSラジオが月 - 土曜日の深夜に編成する音楽系のラジオ番組レーベル）へ組み込まれていた。
2018年3月30日まで水 - 金曜日の未明に放送されていた収録番組（『Till Dawn Music』『○月○日はじまりました』）の放送枠を統合したうえで、日替わりのパーソナリティが進行する生放送番組としてスタート。毎日放送の関係者から、ラジオの生放送で喋りたいテーマを持つ人物（基本として1名）が、好きな楽曲のCDやレコードを持ち寄りながらディスクジョッキーに近いスタイル で進行していた。
2017年10月7日から毎週土曜日の早朝（金曜日の未明）に放送中の『おわらナイト』（『Till Dawn Music』土曜分の放送枠を継承した生放送番組）と同じく、番組のタイトルを歌詞に盛り込んだアカペラ風のジングルを、生放送の随所で挿入。また、一部の時間帯には、事前収録のコーナーを組み込んでいる。ただし、特別編成やパーソナリティのスケジュールなどとの兼ね合いで、全編を事前に収録したうえで放送することがあった。
番組の開始当初は、公式のメールアドレス（ad@mbs1179.com）のみ開設。番組表では、一部の人物を除いて、担当パーソナリティの氏名を伏せていた（後に公式サイトで放送月から2ヶ月分の担当予定者を公表）。その一方で、リスナーからは、電子メールに加えてFAXやハガキでもメッセージを受付。リスナーから楽曲のリクエストを一切募集しなかった『Till Dawn Music』のテイスト（日替わりのテーマに沿った選曲）を継承しながら、パーソナリティが放送中に提示するテーマに見合った楽曲や、今後の放送でパーソナリティを任せたい人物のリクエストも受け付けていた。現役のスポーツアナウンサーがパーソナリティを担当する場合には、毎日放送が局内で管理しているラジオ向けスポーツ中継の実況アーカイブをベースに、リスナーが聴いてみたい実況音源のリクエストを受け付けることもあった。
なお、毎日放送ではテレビ・ラジオ兼営局時代に、当番組に似たタイトルの深夜番組『あどりぶランド』（日本の放送局で初めて正局員のアナウンサーを全員レギュラー出演者として扱ったレギュラー番組）をテレビ放送部門（MBSテレビ）で制作。2018年7月6日（5日未明）から2019年3月28日（29日未明）までは、毎週金曜日の当番組開始前（1時台前半）に、『コトノハ図鑑』（毎日放送の現役アナウンサーが週替わりで4～6名登場するアナウンサー室制作の事前収録番組）をレギュラーで放送していた。当番組でも（『あどりぶランド』『コトノハ図鑑』の出演経験者を含めた）現役アナウンサーが随時パーソナリティを務めているが、本編を生放送で構成している点 や、現役アナウンサー以外の人物もパーソナリティを務める点などが両番組と異なる。
2018年10月2日からは、毎月最終週を除く火曜日の未明にも放送。火曜放送分については、毎日放送の局外からMBSラジオの番組にレギュラーで出演した経験を持つ人物を中心に、週替わりでパーソナリティを務める。ただし、同局の番組に出演した経験のない人物を、パーソナリティに抜擢することがある。その一方で、同年9月まで統一されていなかった毎日放送アナウンサーの担当回を金曜放送分に集約。以上の人物に該当しない毎日放送関係者が、水・木曜放送分に週替わりでパーソナリティを担当する。また、2019年度（2019年4月2日 - 2020年3月30日）は、火曜日の未明にも毎週放送されていた。
2020年の4・5月には、『NAOTOの月イチな音』を毎月最終週の火曜日未明に編成。6月22日からは、『NAOTOの月イチな音』を放送しない週の火曜日未明に、『石田英司のプカプカ気分』（2019年度ナイターオフ期間の毎週木曜日20:00 - 22:00に編成されていた生放送番組）が編成されている。このため、火曜日の未明については、当番組の編成を同月15日でいったん終了。7月改編（同月1日未明放送分）からは、他曜日の放送終了時間を4:55から4:40へ一斉に繰り上げるとともに、毎日放送アナウンサーの担当枠を木曜（水曜深夜）放送分に移している。
2020年10月改編では、同月13日から毎月第2週に水曜（火曜深夜）放送枠で『Aマッソの両A面』（Aマッソがパーソナリティを務めるRadiotalk連動型の生放送番組）を編成する ことに伴って、水曜放送枠での当番組の放送を月2 - 3回に変更した。
2021年3月31日未明（30日深夜）放送分までは、毎日放送がテレビ放送事業とラジオ放送事業を兼営していたことから、毎日放送のラジオ局（ラジオ放送事業を統括する部門）で制作していた。毎日放送のテレビ単営局化に伴って、4月1日（木曜日）放送分から「株式会社MBSラジオ」（ラジオ部門の事業と放送免許を承継したグループ会社）が制作を担当。上泉雄一（毎日放送アナウンサー）がパーソナリティを担当した4月1日未明放送分（当日のテーマは「MBSラジオの番組にちなんだ楽曲」）が、「株式会社MBSラジオ」の制作による最初の生放送番組になった。
ちなみに、毎日放送はテレビ単営局化を機にデジタルテレビ放送のコールサインを変更したため、変更の時刻（2021年4月1日の0:00）に『らいよんチャンネル』（本来は番宣番組）内の事前収録映像で変更と新しいコールサインを発表。「株式会社MBSラジオ」ではラジオのコールサインを毎日放送時代から変更せず、『らいよんチャンネル』のようなアナウンスも当該時刻の放送に入れなかったため、当番組の冒頭で上泉が「MBSラジオ社の発足」（正式には「毎日放送ラジオ分割準備株式会社」から「株式会社MBSラジオ」への社名変更）をリスナーに伝えた。
しかし、MBSラジオでは2021年のナイターオフ編成に際して、「（毎日放送時代を含めても）史上最大規模」（改編率76.1%）の番組改編を敢行。当番組も、10月1日未明（9月30日深夜）放送分で終了した。最終回では、初回と同じく上泉がパーソナリティを担当。放送の頻度が高かった楽曲をベスト10方式で流しながら、3年半にわたる番組の歴史を振り返った。
なお、翌週（10月6日未明＝5日深夜）からは『Mラジ Music Treasures』が当番組の最終放送枠と一部の企画を引き継いでいる。ただし、AIで合成した女声（キャラクターネームは「ミューミュー」）と男声（キャラクターネームは「トレトレ」）を進行に用いる一方で、パーソナリティに相当する人物を登場させていない。

## 放送時間の変遷
以下の記述は、放送中や公式サイトなどでの案内に準拠。

### 番組終了時点（2021年7月以降）
- 毎週火曜日深夜〈水曜未明〉 [1]
  - 2019年3月27日までは、基本放送枠を2:00 - 4:54に設定していた。同年4月3日（2日深夜）から9月26日（25日深夜）までは、『ゼンミセやってまーす』（『オレたちやってま〜す』シリーズでSHOWROOMとのコラボレーション番組）を2:00 - 2:30に編成することに伴って、当番組の放送時間を2:30 - 4:54に短縮。2019年10月2日から、放送時間を2:00 - 4:54に戻した。
  - 2019年12月4日からは、『バービー・郡司の深夜教室Q組』を2:00 - 2:15に編成する関係で、当番組の放送時間を2:15 - 4:54に変更。さらに、同年11月11日から毎週月曜日の0:30 - 0:45で放送を開始したばかりの『ラジオでもない音（ね）』の放送枠を12月11日から『 - 深夜教室Q組』の直後に移動させたため、12月11日放送分からは全曜日で放送時間が2:30 - 4:54に再び統一されていた。
  - 『バービー・郡司の深夜教室Q組』が2020年2月27日放送分で終了したことに伴って、翌週（3月3日）から4月1日までは、『ラジオでもない音』の放送枠を2:00 - 2:15に繰り上げるとともに、当番組の放送枠を2:15 - 4:45に戻している。『ラジオでもない音』は2020年4月1日で放送を終了するため、同年4月8日（7日深夜）からは、2:00 - 4:54の放送枠での生放送を再開。2020年7月1日（6月30日深夜）放送分から、放送枠を2:30 - 4:40に短縮していた。
- 毎週水曜日 深夜〈木曜未明〉
  - 番組開始の2018年4月5日から2018年7月5日までは『BEATLESS〜はっく・ざ・らじお〜』[6] を、同年7月12日から12月27日までは『ゾイドワイルド〜本能解放ラジオ〜』[7] をそれぞれ2:00 - 2:30に編成していたため、基本放送枠を2:30 - 4:54に設定していた。
  - 2019年1月3日から9月26日までは、上記の番組枠を統合したうえで、当番組の開始時刻を基本として2:00に設定。同年10月3日からは、2:00 - 2:30に『中村壱太郎のうえほんまち夜カフェ～知的おおさか塾～』の放送を始めたことに伴って、当番組の放送時間を2:30 - 4:55に戻した。同番組の終了に伴って、2020年6月4日から再び2:00 - 4:54に放送していたが、7月2日（1日深夜）放送分から放送枠を2:00 - 4:40に短縮。2021年6月2日から『酉と鰻とうらナイト』を2:00 - 2:30に編成することに伴って、放送枠を2:30 - 4:40に変更した。
- 毎週木曜日深夜〈金曜未明〉
  - 2018年12月29日までは、基本として2:00 - 4:54に生放送。当時前枠（1:00 - 2:00）で放送されていた『ザ・ヒットスタジオ（木）』を終了させる代わりに、『福山雅治と荘口彰久の「地底人ラジオ」』（渋谷のラジオ制作の収録番組）を1:00 - 2:30に放送することに伴って、2019年1月4日から当番組の基本放送枠を2:30 - 4:54に変更した。2020年7月3日（2日深夜）放送分から、放送枠を2:30 - 4:40に短縮。2021年7月2日（1日深夜）からは、『Mラジ!勝ち取れ　レギュラーアシスタントオーディション』（山本量子がレギュラーでパーソナリティを務めるオフィスキイワード所属タレント・キャスターの公開オーディション番組）を2:30 - 3:00に放送することに伴って、当番組の放送枠を3:00 - 4:40に変更した。

### 過去
- 毎週月曜日深夜〈火曜日の未明〉
  - 2018年9月最終週までの放送曜日は、火 - 木曜日（水‐金曜日の未明）のみであった。当時毎週火曜日（月曜日深夜）の2:30 - 4:54に編成されていた『マルセイユの朝まで生まんげき』が、同年9月25日（24日深夜）放送分を最後に月1回（毎月最終週）の放送へ移行したことを受けて、2018年10月2日（1日深夜）からは同番組を放送しない週の月曜日（火曜日の未明）にも当番組を放送。『朝まで生まんげき』が2019年3月26日（25日未明）で放送を終了したことを機に、4月2日（1日深夜）から2020年3月31日（30日深夜）までは、当番組を毎週編成していた。2020年7月7日（6日深夜）放送分から、放送枠を2:30 - 4:40に短縮。
  - 2020年4月改編以降は、『NAOTOの月イチな音』（2020年3月26日まで毎週木曜日の0:30 - 1:00に放送されていた『NAOTOな音』からの派生番組）を月に1回編成する（同年3月28日未明に初回を生放送）。この改編では、『石田英司のプカプカ気分』を、『月イチな音』と別の週に編成することも計画していた。実際には、日本国内で新型コロナウイルスへの感染が拡大している影響で日本プロ野球レギュラーシーズンの開幕が6月19日にまで延期されたため、開幕の前週までは『プカプカ気分』を毎週木曜日（5月1日から6月12日までは金曜日）の18:00 - 20:00に放送。開幕後は、6月30日未明（29日深夜）から、『プカプカ気分』を当番組の放送枠に組み込んでいる。また、『月イチな音』の月1回放送も継続するため、当番組の編成は6月16日未明（15日深夜）放送分でいったん終了した。『プカプカ気分』は2019年度にプロ野球オフシーズン限定の番組として始まったが、2020年度のオフシーズンにも月曜日の深夜で放送した後に、2021年9月21日未明（20日深夜）放送分で終了。

## 備考
- 番組開始からMBSラジオの月曜日 - 木曜日における編成上の終点番組（通常編成での最終番組）に設定されているため、当番組のエンディングに続いて、編成上のオープニング（現役アナウンサーの高井美紀→関岡香による放送開始の挨拶とコールサインのアナウンス）音源が1分間流れている。このような事情から、本編の放送時間は、編成上の放送時間より1分短い。
- 毎日放送の自社制作による深夜の生ワイド番組であるため、日本プロ野球のシーズン中は、『MBSベースボールパーク』のナイトゲーム中継を22:00以降へ延長する場合に放送時間を随時短縮していた。
  - フリーアナウンサーの上代貴子がパーソナリティを担当した2019年10月8日（火曜日）放送分は、番組史上最も短い10分間（4:45 - 4:55）の生放送を余儀なくされた。前夜（7日）にMBSラジオの制作で『MBSベースボールパーク』として放送したセントラル・リーグクライマックスシリーズ　ファーストステージ第3戦（横浜スタジアムで18:00から始まった横浜DeNAベイスターズ対阪神タイガース戦）中継を22:12まで延長した関係で、本来は月曜日の18時台後半から編成されているレギュラー番組7本を、22:15から放送枠の完全スライドで順次消化したことによる。ちなみに上代は、『心のともしび』（4:55 - 5:00に編成されている事前収録番組）をはさんで、本来のレギュラー番組である『レイディオ・ゴー!』（平日の5:00 - 5:53に放送されている生ワイド番組）でもパーソナリティを務めた。
- 2019年1月8日（火曜未明・パーソナリティは毎日放送ラジオ局制作センターの中井友也ディレクター）放送分については、第98回全国高等学校ラグビーフットボール大会決勝戦の録音中継を2:30 - 3:40に編成する関係で、プロ野球のオフシーズンにもかかわらず放送枠を3:40 - 4:55に短縮した。
- 放送中に地震速報・気象警報・ニュース速報をはさむ場合には、基本として以下のように対応する。
  - 現役のアナウンサーがパーソナリティを務めている日には、そのアナウンサーが直々に伝える。
  - 現役のアナウンサー以外のパーソナリティが出演している日には、宿直勤務に就いている現役のアナウンサーが、報道フロアから伝える。
- 通常は日曜日の深夜（月曜日の未明）に放送枠を設けていないが、令和時代で初めての「MBSラジオ　スペシャルウィーク」突入を控えていた2019年6月10日（日曜日）の25:00 - 28:55（11日の1:00 - 4:55）には、『あどりぶラヂオスペシャルウィーク直前スペシャル』を放送した。
- 毎日放送のアナウンサーが週替わりでパーソナリティを務める木曜（水曜深夜）放送分では、2021年6月以降、リスナーから募集するメッセージのテーマを月替わりで設定。また、事前収録による担当アナウンサーの朗読企画を放送している。

## パーソナリティ
毎日放送の新旧アナウンサーや局員、MBSラジオが制作する他番組のパーソナリティやレギュラー経験者が、生放送のパート（本編）へ毎回1名ずつ出演。番組中に流れる告知のアナウンスを、現役アナウンサーの古川圭子が事前収録で担当している。

### レギュラーパーソナリティ
いずれも毎日放送の現役アナウンサー。
- 上泉雄一[8]（毎日放送アナウンサー兼アナウンス部企画担当部長）
  - 第1回から毎月第1週の1曜日（2018年10月の第7回以降は金曜日）分を担当[9]。担当日には、自身が学生時代を過ごした1980年代の楽曲などを、当時のエピソードとともに紹介することが多かった[10]。
  - 2020年の最終担当回（12月10日放送分）からは、自身の意向でミキサーを兼務することが多く、本人曰く「ワンマンDJに近いスタイル」（マイクの前で喋りながらミキサーの操作、CD・レコードのセット、音出しを一手にこなすスタイル）で放送していた。

以下のアナウンサーは、内包コーナーのみの出演を経て、2021年4月改編から月に1回のペースでパーソナリティを担当。
- 西村麻子[11]（基本として第1週）
- 上田悦子（基本として第2週）
- 松川浩子（基本として第3週）
- 松本麻衣子（基本として第4週）

### 歴代の担当者
最初に登場した放送日が早い担当者から順番に記載。不定期ながら複数の放送回で担当する人物（※印）を含むため、担当日などの詳細情報については 公式サイト を参照。後述する内包コーナーの出演者が担当する場合もある。

#### 現役アナウンサー
担当後に退職・他部署へ異動したアナウンサーを含むが、「MBSアナウンサースペシャル」（後述するリレー企画）や、内包コーナーのみの出演者は除く。

◎：担当時点では主に（ラジオの競馬中継での実況など）スポーツアナウンサーとして活動

●：シニアスタッフ（60歳の定年後も嘱託契約で勤務するアナウンサー）
- 金山泉◎※
  - 大ファンであるB'zが2018年9月21日に活動開始30周年を迎えることにちなんだ起用で、同月までは基本として月に1回のペースでB'z特集を担当[12][13]。その後の担当回では、選曲をB'zの楽曲にこだわらない一方で、スポーツアナウンサーの立場で気になったプロ野球の話題やスポーツ実況でのエピソードを紹介していた。
- 馬野雅行◎※
  - 鉄道と松田聖子の大ファンであることにちなんだ起用で、3回目（2018年6月担当分）までは松田の楽曲だけを流していた。その後の担当回では、選曲の対象を選抜高等学校野球大会開会式の歴代行進曲や、JR大阪環状線内の駅の発車メロディの原曲などに広げている。また、鉄道ファンならではの深い知識・体験談や、スポーツ実況でのエピソードも披露していた。
  - 2018年最後の担当回（12月21日放送分）では、MBSテレビで当番組の開始1分前（1:59）まで『コトノハ図鑑1時間スペシャル』を放送していた関係で、毎日放送アナウンサー室からの生放送によるトークパートへ飛び入りで登場。さらに、トークパートに同席していた同僚アナウンサーから、来栖正之と河田直也が当番組のオープニングに出演した。
  - 2020年4月からは、番組内で随時放送されている「心のおまもり　MBSラジオ」（新型コロナウイルスへの感染拡大を背景に制作されたステーションメッセージ）のアナウンスも担当していた。
- 柏木宏之●※
- 加藤康裕※[14]（事業局コマース事業部長時代の2018年4月20日放送分から担当）
  - 2019年4月30日付で、毎日放送を早期定年退職。パーソナリティを務めた同月19日放送分が、同局のアナウンサーとして最後の出演番組になった。
- 仙田和吉◎※（2021年3月31日付で毎日放送を早期退職）
- 近藤亨◎※
- 千葉猛※（2020年8月1日付で報道局クロスメディア部へ異動）
- 来栖正之◎※
- 田丸一男※（2020年9月30日付で定年退職）
- 森本栄浩◎※（MBSラジオの番組で高校野球の話題を語る際のマイクネーム「シゲ森本」名義で担当）
- 古川圭子※[15]（現役の女性アナウンサーでは初めて2018年11月9日放送分を担当）
- 福本晋悟※
- 関岡香※
- 河田直也（2020年の初回＝1月1日未明放送分から担当）
- 美藤啓文◎●（放送上は「元・アナウンサーでラジオ局所属のシニアスタッフ」として担当）
- 武川智美
- 河本光正◎[16]
- 亀井希生※
- 前田春香（2021年入社、同年9月23日未明放送分にて最初で最後の担当）

以下のアナウンサーは、全編のパーソナリティを務める前に、後述する内包コーナーへ出演。
- 福島暢啓※
  - 2017年度からプロ野球のオフシーズン限定で、『次は〜新福島!』シリーズのパーソナリティを担当。2018年度水曜放送分のレギュラーコーナー「放送は青春だ!」は、2018年8月3日放送分の当番組でパーソナリティを務めた際に、自身のモノローグによるラジオドラマ「ひと夏の」を放送したことがきっかけで誕生した。
  - 『次は〜新福島!』シリーズを編成しないプロ野球シーズンには、月に1 - 2回のペースで当番組のパーソナリティを担当。「放送は青春だ!」で流したラジオドラマの再放送を、リスナーからのリクエスト企画として担当回に実施することもある。
- 藤林温子※
- 玉巻映美※
- 山中真※
- 森本尚太◎※
- 三ツ廣政輝◎※
- 清水麻椰[17]※（25分間の短縮版として編成された2019年最終回＝12月31日未明放送分から担当）
- 辻沙穂里※
- 野嶋紗己子（清水と同様に2020年1月3日放送分の短縮版から担当）
- 川地洋平

#### 元アナウンサー
アナウンサー室以外の部署へ異動した後も、毎日放送へ勤務する人物には、担当時点での役職・肩書（不明な場合には所属部署）を付記。
- 佐藤良子※（さとう　よしこ：1973年から1983年まで契約アナウンサーとして勤務した後に退社）
- 大月勇※[18]（ラジオ局制作センター所属、通常は後述する「ビッグムーン大月のしゃかりきあどりぶショッピング」にのみ出演）
- 長井展光※[19]（役員室所属、1983年から1987年までアナウンサーとして活動）
  - アナウンサー時代に『あどりぶランド』へ出演していた関係で、2018年12月13日（木曜日）担当分では、当番組で初めて『あどりぶランド』に関する特集を放送した。
- 石田敦子[20]（東京支社報道部記者）

#### 上記以外の毎日放送局員・関係者
肩書は最初に担当した時点を基準に、不明の人物には所属部署のみ表記。

●の人物は、毎日放送のテレビ単営局化に伴って「株式会社MBSラジオ」へ転籍。
- 前田智宏※（毎日放送報道情報局の気象情報部と専属契約を結んでいる南気象予報士事務所所属の気象予報士）
  - 毎日放送と同じテレビ・ラジオ兼営局の福井放送にアナウンサーとして勤務していた経歴（2011年度 - 2017年度）を背景に、主に毎月最終週の水曜日でパーソナリティを担当[21]。2018年内の最終回（12月28日放送分）でもパーソナリティを務めた。
  - 大ファンであるコブクロの楽曲や「お天気ソング」（天気に関する表現を織り込んだ楽曲）を、担当回で流すことが特徴。一方で、放送中に関西地方（MBSラジオの放送対象地域）で異常気象が発生した（または予想される）場合には、気象予報士の立場から今後の見通しや対策を伝える。
- 村田元※（報道局気象情報部長[22]）
- 宮前徳弘※[23]（スポーツ局解説委員）
- 高沖秀明※（コンテンツビジネス局所属）
  - 個人の名義で評論家として活動するほど、公私にわたってクラシック音楽に精通していることから、アナウンサー経験者以外の局員の中では起用の頻度が特に高い。
- 尾嵜豪※（報道局解説委員[24]）
- 石田英司※[25]（制作局エグゼクティブ→ラジオ局ラジオ制作センターのシニアスタッフ）
  - 当番組への出演がきっかけで、2019年度のナイターオフ期間から、『石田英司のプカプカ気分』のパーソナリティをレギュラーで担当。
- 岡本寛司[26]（Mビジョン推進室所属）
- 森上英明[27]（編成局所属）
- 大沼耕平※[28]（ラジオ局制作センター所属）
- 中井友也※●（2017年入社、ラジオ局制作センターのディレクター→ラジオ営業部員→MBSラジオ）
  - 大沼・中井は、令和時代最初の放送（2019年5月1日＝水曜日未明放送分）のパーソナリティを共同で担当。
- 古田涼子※[29]（報道局気象情報部員）
- 東野欣※[30]（コンプライアンス室所属）
- 山内健太郎（制作部プロデューサー[31]）
- 高本慧※（東京支社ラジオ部員）
- 平井直人※[32]（株式会社ダイズ代表取締役、MBSテレビ『魔法のレストラン』のプロデューサー）
- 田中将徳※[33]（Mビジョン推進局所属）
- 上代貴子※[34]（フリーアナウンサーで元・日本道路交通情報センター職員）
  - 2019年6月の『スペシャルウィーク直前スペシャル』（前述）でもパーソナリティを担当。同年7月1日（月曜日）からは、『レイディオ・ゴー!』の月 - 水曜放送分でレギュラーパーソナリティを務める。
- 堀内敦子※（編成局所属）
- 楠靖司※（放送運営局所属→退職後も「MBS OB」という肩書で担当）
- 増田裕明[35]（『ちちんぷいぷい』ディレクター）
- 水野愛美（Mビジョン推進局所属）
- 大牟田聡（業務監査室所属）
- 三宅秀一郎※（『GOGO競馬サンデー!』内の競馬中継で実況を担当するユウセイプランニング所属のフリーアナウンサー）
- 山川徳久※（事業局所属）
- 竹内成修（制作局所属）
- 伊瀬晶（関連会社のMBS企画に所属）
- 小野耕一（報道局所属）
- 三木杏珠●（『DJ KOTAROの+musicレディオ』のスタッフ）
- 新川和賀子（MBSラジオが制作する報道番組のディレクター）
- 村川千晶（放送作家）
- 西川光（MBSラジオ社員）

以下の人物は、オフィスキイワードに所属する若手のフリーアナウンサーで、『ちちんぷいぷい』の放送期間中には社外スタッフとしても活動。当番組には、「『ちちんぷいぷい』アシスタントディレクター」という肩書で出演していた。
- 新田佳津子※
  - ゴスペラーズのファン歴17年であったことを背景に、2018年10月24日（水曜日）未明放送分から担当。数ヶ月に1回のペースで担当するたび、ゴスペラーズのファンを中心に好評を博しているほか、ゴスペラーズのメンバーとの交流に発展している。5回目の担当だった2019年12月4日（水曜日）未明放送分には、メンバーから黒沢薫・酒井雄二・北山陽一がゲスト出演[36]。
- 南野真実[37]
- 大前美穂子[38]
- 鎌倉里佳[39]

#### （新旧の毎日放送局員を除く）毎日放送制作番組のレギュラー経験者
- 川上実津紀※[40]（火曜放送分で最初のパーソナリティ[41]）
- 信宗啓太[42]（のぶそう　けいた、松竹芸能所属のお笑いコンビ「よふかしイエロー」のメンバー）
- NOBUYA（ROTTENGRAFFTY[43]）
- 青柳万美[44]（あおやぎ　まみ、昭和プロダクション所属のフリーアナウンサー）
- ティーナ・カリーナ[45]
- 三遊亭とむ[46]
- 西村愛[47]
- 木村三恵※[48]
- 石原祐美子（チキチキジョニー）※[49]
- 田口万莉[46]（平成時代最後＝2019年4月30日未明の放送分に初出演）
- 柴田由美子[50]（セイプロダクション所属のフリーアナウンサー）
  - 2019年7月4日（木曜日）からは、『レイディオ・ゴー!』の木・金曜放送分でレギュラーパーソナリティを務める。
- 豊永真琴※[51]
- 渋谷凪咲[52]（NMB48チームMキャプテン）
- 吉田裕（よしもと新喜劇座員）
- 彩羽真矢[53]
- やきそばかおる（日本全国のラジオ番組に詳しいコラムニスト）
  - 「1回限り」という触れ込みで、2019年10月22日（火曜日）未明放送分のパーソナリティを担当した[54]。担当後の2020年1月16日に三才ブックスから刊行された共著書「必聴ラジオ100」では、当番組や『次は～新福島!』（2018年度から「やきそばかおるの全国ラジオキコウ」というコーナーを担当）を「今聴くべき100番組」に認定[55]。当番組については、「自由で実験的!　でも愛が溢れる放送」と評している[36]。
- 福本愛菜[56]
- 桂二葉[57]（かつら　によう、落語家）
- 宇都宮まき[58]（吉本新喜劇座員）
- 森川美穂[59]
- 笑福亭鉄瓶[60]
- 渡辺裕薫（シンデレラエキスプレス）[61]
- 代走みつくに※[62]
- いたはゆか[63]（ワイワイワイ所属のナレーター）
- サクラマサチカ（河内REDS[64]）
- 河野良祐（令和喜多みな実）
- 櫻井健一朗（祇園）
- 久保恵佳[65]（くぼ　あやか、オフィスキイワード所属のフリーアナウンサー）
- 中野加奈子
- 福井高（ふくい　たかし：MBSラジオで中継車の運用業務などに携わるエキスプレス所属の技術スタッフ）
- 江間丈[66]（オフィスキーワード所属のフリーアナウンサー）
- 宮地真理子[67]

以下の女性はいずれも、MBSラジオ『ありがとう浜村淳です』のスタジオアシスタント（「ありがとう娘。」）。
- 西田愛※（にしだ　めぐみ）
  - 2021年4月3日から、『おわらナイト』の第2代ナビゲーターへ就任（伊東正治の後任）。
- 岡田麻紗巳※（おかだ　あさみ）
- 吉村珠佳（よしむら　あやか）

#### 「ラジオトーカー」（音声配信アプリ「Radiotalk」での番組配信者）
- ゆとりフリーター
- 中トロ議長（コミュニティFM「八王子エフエム」パーソナリティ）

2020年7月からは、毎月最終金曜日未明放送分に編成される「月刊ラジオトーク」で、以下のコンビ・ユニットが「MC」としてスタジオで進行している。
- 2020年7月：Lovelys
- 2020年8月：天才ピアニスト

#### 上記の条件に該当しない人物
- 桂華紋[68]（桂文華の弟子に当たる落語家）
- サリngROCK（さりんぐろっく：劇作家・脚本家）
- 田川徳子（たがわ　のりこ：舞台俳優／役者で、出演時の肩書は「ギャガー」）
  - 2020年4月21日（火曜日）の18:00 - 21:00に放送された『田川徳子のあどりぶラヂオスペシャル～みんな、最近どうしてる?～』でもパーソナリティを担当。
- 神戸のあらた（シンガーソングライター）
- 岩渕想太（パノラマパナマタウン[69] のギターボーカル・作詞・作曲担当）
- 塩乃華織（しおの　かおり：昭和プロダクション所属の演歌歌手）
- 八木泉※[70]（MARUZEN&ジュンク堂書店梅田店[71] コミック売場担当スタッフ）
- 有華[72]※（大阪府出身のシンガーソングライター）
- 美晴※（大阪府出身のシンガーソングライター）
- 大熊隆太郎（劇団壱劇屋の座長）
- 稲田敏博（グルメイベントプランナー）
- 保利透[73]（戦前レコード文化研究家）
- ケイスケサカモト[74]（シンガーソングライター）
- Yurin（サイダーガールのギターボーカル）
- 佐々木優太（「神社礼拝家」としても活動するシンガーソングライター）
- 信濃岳夫（吉本新喜劇の座員）
- 岡崎安紀（ユニバーサルミュージックのプロモーター）
- 桂小留（かつら　ちろる、桂小枝門下の落語家）
- 梅咲衣舞（宝塚歌劇団出身の女優）
- TAKA※（関西を中心に活動する石川県出身のダンスボーカルユニット「G.U.M」のメンバー）
- 奥ボウイ（関西地方の雑誌などで活動する音楽ライター）
- デレク（吉本興業所属のピン芸人）
- 東志織（ビクターエンタテインメントのプロモーター）
- 桂あおば（落語家）
- 岩渕将之（ポニーキャニオンのプロモーター）
- 崎山敏也[75]（TBSラジオ記者）
- まちゃあき（エグスプロージョンのリーダー）
- 小寺真理（吉本新喜劇の座員・吉本坂46のメンバー）
- ヨシダ隊長（おもしろ発見隊）
- 徳田博丸（脚本家）
- 中谷聡志（電通西日本の社員）
- FRANCISCO KIDZOOMA aka Xavie （フランシス・コキッドズーマ アカ.ザビ：ラウドロックバンド「revenge my LOST」のボーカル）
- 本木香吏（オフィスキイワード所属のフリーアナウンサー）
- 松浦宏子[76]
- 古賀繁一（音楽家）
- 桂ちょうば（落語家）
- 矢野勝也（矢野・兵動）
- MIRI（我儘ラキア）
- ニシケケ夏ノコ（音楽家）
- EON※（えおん：大阪☆春夏秋冬のメンバー）
- 笑福亭たま（落語家）
- 寺田もか（松竹芸能[77] 所属のシンガーソングライター）
- 上田だう（きんめ鯛）
- 笑福亭笑利※（笑福亭福笑の弟子に当たる落語家）
- 真輝志（きんめ鯛）
- 山口りえ
- 鈴木幹男（イベントプロデューサー）
- 佐藤綾香（2019年美笑女グランプリ準グランプリ受賞者）
- 春名真依（たこやきレインボーのメンバー）
- 中谷有希（オフィスキイワード所属のフリーアナウンサー）
- 野村有志（吉本興業に所属する俳優）
- コニシミツキ（アーティスト）

以下の人物はいずれも、初めて担当した時点でNMB48のメンバー。
- 小嶋花梨（第2代キャプテン）
- 川上千尋
- 安部若菜
- 前田令子
- 佐月愛果

## 内包コーナー
いずれも事前収録で、放送時間は目安。

### 過去

#### 共通コーナー（水 - 金曜未明放送分）
- 「ビッグムーン大月のしゃかりきあどりぶショッピング」（本編が2:00スタートの場合には3:00前後、2:30スタートの場合には3時台の前半に10分間放送、2018年4月4日 - 2021年3月26日）
  - アナウンス室からの人事異動（2010年6月）を経て、ラジオ営業部員として長らくラジオショッピング事業に携わっていた大月が、「ショッピングバイヤー」という立場から単独で（当初はラジオ営業部の部員と共に）進行。電話によって24時間注文を受け付ける「MBSショッピング」と連動していた。
  - 大月が全編のパーソナリティを務める場合や、『MBSベースボールパーク』（NPBのナイトゲーム中継）の延長に伴う措置で当番組の放送枠を大幅に短縮する場合や、特別番組として編成する場合には放送しなかった。また、火曜未明の放送分には、開始当初から編成されていない。

#### 日替わりコーナー
基本として30分間放送するが、毎週編成するとは限らず、放送時間も生放送パートの進行状況によって変更している。
水曜日（火曜深夜分）
- 西靖（毎日放送アナウンサー）がお勧めの本や2曲を紹介する事前収録企画を、2021年4・5月にノンタイトルで30分間放送していた。ちなみに、西は妻の第3子出産に向けて、同年6月から3ヶ月間の予定で毎日放送の育児休業制度を活用している[78]。

木曜日（水曜深夜分）
- 「山中真　大阪城トライアスロンへの道」（2018年4月12日から6月7日まで放送）
  - 『ちちんぷいぷい』火曜日の企画で2017年から「大阪城トライアスロン」（同年から毎年6月上旬に大阪城および大阪城公園で開催中の国際大会）へ参加している山中が、2018年の第2回大会（6月10日開催）に向けた練習の模様を週単位で振り返りながら、トライアスロンの魅力や豆知識を語る期間限定コーナー。トライアスロンのトレーニング中に愛聴している安室奈美恵などの楽曲を毎週1曲流すことが特徴で、サブキャスターを務める『ちちんぷいぷい』水曜日の本番終了後に収録していた。
- 「大吉洋平の源泉聴き流し」（2018年7月5日から10月11日まで放送）
  - 海外への留学・取材経験が豊富で、温泉ソムリエの資格を有する大吉洋平（毎日放送アナウンサー）が、リスナーにお勧めしたい「源泉掛け流し」の温泉情報や、「温泉ソムリエ」ならではの専門知識を紹介する事前収録のコーナー。放送時間は3時台の後半で、「入浴（にゅうよく）」にちなんで、タイトルに"NewYork"（ニューヨーク）が入った洋楽をエンディングに1曲流していた。

金曜日（木曜深夜分）
- 「辞書さんぽ♪」（2018年4月13日から9月14日まで放送）
  - 幼少期からの辞書（国語辞典）好きであることを公言している福島が、自分なりに感じる辞書の魅力を語ったり、愛用の辞書（『広辞苑』『新明解国語辞典』『三省堂国語辞典』）からランダムで見付けた言葉の解説文を紹介したりした事前収録のコーナー[79]。
  - 福島が随時木魚を鳴らしたり、紹介する言葉にちなんだ楽曲を流したりすることが特徴。初回は3:45頃から放送されたが、放送の時間や曜日は決まっていない。本来の放送日である金曜日でも、福島が本編のパーソナリティを務める日や、本編の展開によっては放送されないことがあった。
- 「玉巻映美の聞けばわかるさ!想像散歩」（2018年5月23日から放送）
  - 『○月○日はじまりました』パーソナリティ陣の1人だった玉巻が、同番組に続いて単独で進行する事前収録のコーナー。タイトルの「聞けばわかるさ!想像散歩」は、玉巻が2017年10月6日から『ちちんぷいぷい』（MBSテレビ平日午後の情報番組）の金曜日で担当中の「行けばわかるさ!絶景散歩」（絶景写真の撮影と連動したロケコーナー）に因んでいる。
  - 第1回では、玉巻自身にとって思い入れの深い『世界の中心で愛を叫ぶ』の魅力や見どころを、関連する楽曲を交えながら紹介。「玉巻映美の茶屋町怪談」というタイトルで放送された第2回（2018年8月29日）では、玉巻が2016年から『北野誠の茶屋町怪談』（MBSラジオで毎年8月に放送される特別番組）のアシスタントを務めていることに因んで、玉巻の身辺で実際に起きた怖い話を披露した。
- 「アツコの知りたい世界」（2018年5月16日から放送） 
  - 『○月○日はじまりました』パーソナリティ陣の1人だった藤林が、自身の知りたいことを取材した上で紹介。コーナータイトルの「アツコの知らない世界」は、藤林が『マツコの知らない世界』（MBSテレビでも放送されているTBSテレビ制作の全国ネット番組）の大ファンであることや、藤林の名前（温子）の読みが「アツコ」であることにちなんでいる。同番組のテーマソングである「星に語れば」（リンダ・スコット）を、オープニングとエンディングで使用。
- 「さおりんの女子会ラヂオ」（2018年11月23日から放送）
  - NMB48をはじめ、女性のアイドルグループが大好きなことを自認している「さおりん」（辻沙穂里）が、女性アイドルなどをテーマに単独でフリートークを展開するコーナー。
- 「三ツ廣政輝のBOY MEETS GIRL」（2018年11月30日から放送）
  - 辻と同期（2018年）入社の三ツ廣が、「出会い」をテーマに、単独でフリートークを展開するコーナー。タイトルの「BOY MEETS GIRL」については、自身の苗字の読み（みつひろ）やコーナーのテーマ（出会い＝MEETS）を重ねているため、放送上「ボーイ・ミッツ・ガール」と称していた。
- 「森本尚太のひとり遊びのススメ」（2018年5月9日から放送）
  - 『○月○日はじまりました』パーソナリティ陣の1人だった森本尚太が、同番組に続いて単独で進行する事前収録のコーナー。毎日放送への入社後から熱中しているオンライン将棋をはじめ、1人でも遊べる娯楽や、自分で見付けた「ひとり遊び」を紹介する。
- 「中井友也のあどりぶラヂオ3時間への道」（2018年6月13日から大沼がパーソナリティを務める回に生放送）
  - ラジオディレクターとして大沼担当の回で当時ミキサーを務めていた中井が、本編（最大で約3時間）のパーソナリティを任されることを目標に、30分間だけ単独でパーソナリティを担当。京都大学農学部の学生時代に研究していたダニの習性や、学生時代から興味のある女性アイドルグループ（Hello!Project内のユニットなど）などについて語っていた。
  - 当番組が初めて迎えた「MBSラジオ スペシャルウィーク」初回（2018年6月13日放送分）の特別企画から派生。大沼も現役のラジオディレクターであるため、中井がパーソナリティとして出演する時間帯のみミキサーを担当していた。

この他にも、毎日放送の若手アナウンサー（清水・野嶋・川地洋平・山崎香佳から1名）が進行する事前収録パートをノンタイトルで設けることがある。

## Radiotalkを利用したリスナー参加企画
2018年8月には、MBSラジオとRadiotalk（同名の企業が無料で提供するフリートークアプリ）によるコラボレーションの下に、「Radiotalkに吹き込んだフリートークを当番組で放送する」というリスナー参加企画を初めて実施。24日（金曜日）までに寄せられたトークの音源をMBSラジオのスタッフが審査したうえで、「トークの内容が優秀」と判断された音源を、高本がパーソナリティを務める30日（木曜日：29日未明）放送分で流した。以降の放送でも、高本がパーソナリティを務める回で、この企画を実施している。
ちなみに高本は、毎日放送東京支社のラジオ部員として、以上の企画を発案。「従来のラジオ番組でもリスナーからのメッセージを番組に取り入れてきたが、『リスナーがラジオの面白さを肌で感じられるのは、フリートークを通じて番組に参加してもらうことではないか』と思う。プロとアマチュアの垣根がない環境で、面白いトークに人が集まって、自分と同じような考えや、魅力的な視点を持つ人たち同士があつまる場としてラジオが機能すれば良い」と述べている。
以上のコラボレーションなどを背景に、2019年5月20日には、RadioTalk株式会社が毎日放送グループ（MBSメディアホールディングスの完全子会社）の株式会社MBSイノベーションドライブと資本・業務提携を結んだことが発表された。Radiotalk社がプロダクト開発の体制やコンテンツ制作の強化を目的に、MBSイノベーションドライブ社からおよそ1億円の資金を調達したことによる。同年7月6日からは、『アッパレ!ラジオトーカーやってまーす』を皮切りに、上記の企画や提携関係を踏まえたレギュラー番組がMBSラジオで相次いで放送されている。当番組でも、2020年6月から、毎月最終金曜日（木曜日深夜）の放送枠で「月刊ラジオトーク」を編成。後継番組の『Mラジ Music Treasures』でも編成を続けている。

## パーソナリティのリレー企画
2019年の1月第1週（2日 - 4日）放送分では、当番組初の試みとして、1日につき3 - 4名の現役アナウンサーがリレー方式でパーソナリティを担当する「MBSアナウンサースペシャル」を実施。上記の内包コーナーを休止したうえで、過去に本編のパーソナリティを経験していなかったアナウンサーが、1名につき30分（または1時間）単位でパーソナリティを務めた。
- 1月2日（水曜日未明）：高井→武川智美→松川浩子
- 1月3日（木曜日未明）：上田悦子→西村→松本
- 1月4日（金曜日未明）：藤林→森本尚太→辻→三ツ廣[83]

長井が出演した2019年1月17日・2020年1月30日（いずれも木曜日）未明放送分では、長井の前に同志社大学の4年生（2019年は4名・2020年は8名）がパーソナリティを交互に担当。学内の卒業実習試験を兼ねているため、トークのテーマを統一する一方で、担当する学生に担当パート内の選曲を任せている。